# Клішковецька сільська рада
Клішкове́цька сільська́ ра́да — адміністративно-територіальна одиниця та орган місцевого самоврядування в Хотинському районі Чернівецької області. Адміністративний центр — село Клішківці.

## Загальні відомості
- Населення ради: 7 035 осіб (станом на 2001 рік)

## Населені пункти
Сільській раді були підпорядковані населені пункти:
- с. Клішківці
- с. Млинки

## Склад ради
Рада складалася з 30 депутатів та голови.
- Голова ради: Ченківський Василь Матвійович
- Секретар ради: Мельник Надія Сергіївна

### Керівний склад попередніх скликань
| Прізвище, ім'я, по батькові   | Основні відомості                                                         | Дата обрання | Дата звільнення |
| ----------------------------- | ------------------------------------------------------------------------- | ------------ | --------------- |
| Ченківський Василь Матвійович | Сільський голова, 1963 року народження, освіта вища, член Народної партії | 26.03.2006   | 31.10.2010      |
| Ченківський Василь Матвійович | Сільський голова, 1963 року народження, освіта вища, член Партії регіонів | 31.10.2010   |                 |

Примітка: таблиця складена за даними сайту Верховної Ради України

### Депутати
За результатами місцевих виборів 2010 року депутатами ради стали:

#### За суб'єктами висування
| Суб'єкт висування           | Кількість обраних депутатів | %    |
| --------------------------- | --------------------------- | ---- |
| Партія регіонів             | 18                          | 60   |
| Самовисування               | 11                          | 36,7 |
| Комуністична партія України | 1                           | 3,3  |

#### За округами
| № округу                    | Прізвище, ім'я, по батькові      | Дата визнання обраним | Освіта             | Партійна приналежність                        | Відомості про обраного депутата                        |
| --------------------------- | -------------------------------- | --------------------- | ------------------ | --------------------------------------------- | ------------------------------------------------------ |
| Комуністична партія України |                                  |                       |                    |                                               |                                                        |
| 27                          | Карвацька Валентина Тимофіївна   | 31.10.2010            | середня            | член Комуністичної партії України             | Клішковецьке відділення зв'язку, листоноша             |
| Партія регіонів             |                                  |                       |                    |                                               |                                                        |
| 2                           | Мотуляк Сергій Максимович        | 31.10.2010            | середня            | позапартійний                                 | приватний підприємець                                  |
| 3                           | Чебан Іван Феодосійович          | 31.10.2010            | середня            | позапартійний                                 | ТОВ «Мир 1», завідувач току                            |
| 6                           | Фуркал Оксана Іванівна           | 31.10.2010            | вища               | позапартійна                                  | Клішковецька сільська дільнична лікарня, лікар         |
| 7                           | Гановський Петро Йосипович       | 31.10.2010            | вища               | член Партії регіонів                          | Клішковецька гімназія, директор                        |
| 8                           | Александров Євген Петрович       | 31.10.2010            | середня спеціальна | позапартійний                                 | приватний підприємець                                  |
| 11                          | Скрипник Марія Іванівна          | 31.10.2010            | вища               | позапартійна                                  | Клішковецька сільська рада, головний бухгалтер         |
| 13                          | Григораш Володимир Дементійович  | 31.10.2010            | середня спеціальна | член Партії регіонів                          | Клішковецька місцева пожежна охорона, водій            |
| 15                          | Чебан Галина Денисівна           | 31.10.2010            | вища               | позапартійна                                  | Клішковецька сільська рада, соціальний інспектор       |
| 16                          | Шовган Валентина Онуфріївна      | 31.10.2010            | вища               | позапартійна                                  | Клішковецька сільська дільнична лікарня, акушер        |
| 17                          | Пінтя Сергій Валентинович        | 31.10.2010            | середня спеціальна | позапартійний                                 | тимчасово не працює                                    |
| 19                          | Мельник Вадим Дмитрович          | 31.10.2010            | середня спеціальна | позапартійний                                 | Клішковецька сільська дільнична лікарня, фельдшер      |
| 20                          | Левченко В'ячеслав Володимирович | 31.10.2010            | середня спеціальна | член Партії регіонів                          | Клішковецький лісопункт, майстер                       |
| 21                          | Харицький Сергій Вікторович      | 31.10.2010            | вища               | позапартійний                                 | Клішковецька гімназія, вчитель                         |
| 23                          | Ткач Галина Степанівна           | 31.10.2010            | вища               | позапартійна                                  | БК с. Клішківці, директор                              |
| 24                          | Чебан Дмитро Онуфрійович         | 31.10.2010            | середня            | член Партії регіонів                          | приватний підприємець                                  |
| 26                          | Гладка Людмила Вікторівна        | 31.10.2010            | середня спеціальна | позапартійна                                  | приватний підприємець                                  |
| 28                          | Глушко Віра Іванівна             | 31.10.2010            | вища               | член Партії регіонів                          | ВАТ «Державний ощадний банк», касир                    |
| 30                          | Федоруца Руслан Дмитрович        | 31.10.2010            | середня            | член Партії регіонів                          | тимчасово не працює                                    |
| Самовисування               |                                  |                       |                    |                                               |                                                        |
| 1                           | Ченківська Євгена Іванівна       | 31.10.2010            | вища               | позапартійна                                  | Клішковецька сільська дільнична лікарня, фельдшер ШМД  |
| 4                           | Бобик Тамара Василівна           | 31.10.2010            | середня спеціальна | член Всеукраїнського об'єднання «Батьківщина» | Клішковецька сільська рада, інспектор ВОС              |
| 5                           | Бобик Світлана Михайлівна        | 31.10.2010            | вища               | позапартійна                                  | Клішковецька загальноосвітня школа I-III ст., психолог |
| 9                           | Мельник Надія Сергіївна          | 31.10.2010            | вища               | позапартійна                                  | Клішковецька сільська рада, секретар                   |
| 10                          | Руснак Сергій Антипович          | 31.10.2010            | середня            | позапартійний                                 | приватний підприємець                                  |
| 12                          | Бабин Пилип Дмитрович            | 31.10.2010            | середня            | позапартійний                                 | Клішковецький лісгосп, старший єгер                    |
| 14                          | Цибуляк Василь Іванович          | 31.10.2010            | середня            | позапартійний                                 | пенсіонер                                              |
| 18                          | Коршмар Оксана Анатоліївна       | 31.10.2010            | вища               | член Всеукраїнського об'єднання «Батьківщина» | тимчасово не працює                                    |
| 22                          | Бобик Мирослав Гаврилович        | 31.10.2010            | вища               | член Партії «Соціалістична Україна»           | Клішковецька гімназія, вчитель                         |
| 25                          | Шовган Марія Іванівна            | 31.10.2010            | вища               | позапартійна                                  | Клішковецька загальноосвітня школа I-III ст., вчитель  |
| 29                          | Рябой Василь Мелетійович         | 31.10.2010            | середня спеціальна | позапартійний                                 | фермер                                                 |